# Holognathus karamea
Holognathus karamea is een pissebed uit de familie Holognathidae. De wetenschappelijke naam van de soort is voor het eerst geldig gepubliceerd in 1990 door Poore & Lew Ton.